# Coreopsis grandiflora
Coreopsis grandiflora Hogg ex Sweet è una pianta erbacea della famiglia delle Asteraceae, nativa del Nord America.
Erbacea perenne che può raggiungere i 60cm in natura, anche se alcune selezioni superano questa altezza. Fiori gialli, che rimangono dalla tarda primavera all'autunno. Sono 6/8cm, semplici o doppi a seconda della varietà. 
Pianta molto vigorosa, rosetta basale densa, foglie lanceolate lineari verde chiaro.